# Ramón Peré
Ramón Roberto Peré Bardier fue estudiante de Veterinaria, profesor y activista político nacido el 16 de marzo de 1944. Estudió en la  Facultad de Veterinaria de la Universidad de la República y ejerció la docencia de Química en un Liceo de Tarariras. Asimismo, también fue militante comunista de la Unión de la Juventud Comunista (Uruguay). Su muerte, la primera en durante el período de dictadura iniciado por Juan María Bordaberry, se produjo el 6 de julio de 1973 debido a la herida fatal de una bala disparada por la espalda por el militar Machado hoy preso.

## Biografía
Nace en el departamento de Soriano, en Uruguay, en el año 1944. 
Se muda a Montevideo para llevar adelante sus estudios. Más adelante, en un viaje a  Carmelo durante una semana de Turismo, conoce a Alicia, su esposa. Con ella tuvo a sus dos hijos, Nancy y Andrés. 
Muere asesinado el 6 de julio de 1973.

## El enfrentamiento y muerte
Pocos días después de que se disolvieran las cámaras y se diera inicio a lo que serían doce años de dictadura militar, Ramón se encontraba, en el marco de la  Huelga General, manifestándose y colocando grampas "miguelito" en marco de la huelga general. En el marco de disturbios dos manifestantes se enfrentan a otros dos militares quienes patrullaban la zona.
Ramón Peré muere en el hospital militar luego de ser trasladado desde el lugar. El juez Rubén Saravia señala en su informe en referencia al caso de Machado: "De las actuaciones de autos surge plena prueba de dicha intencionalidad, ya que el imputado utilizó una pistola 'Walther P38', con la cual le disparó en zona vital del cuerpo, a más de  60 metros de distancia, provocando su muerte."   
En el año 2013, 38 años después del hecho, fruto de varios años de investigación judicial luego de que en 2012 se procesara a Machado se dicta sentencia contra el por el delito de "homicidio muy especialmente agravado".

## El recuerdo

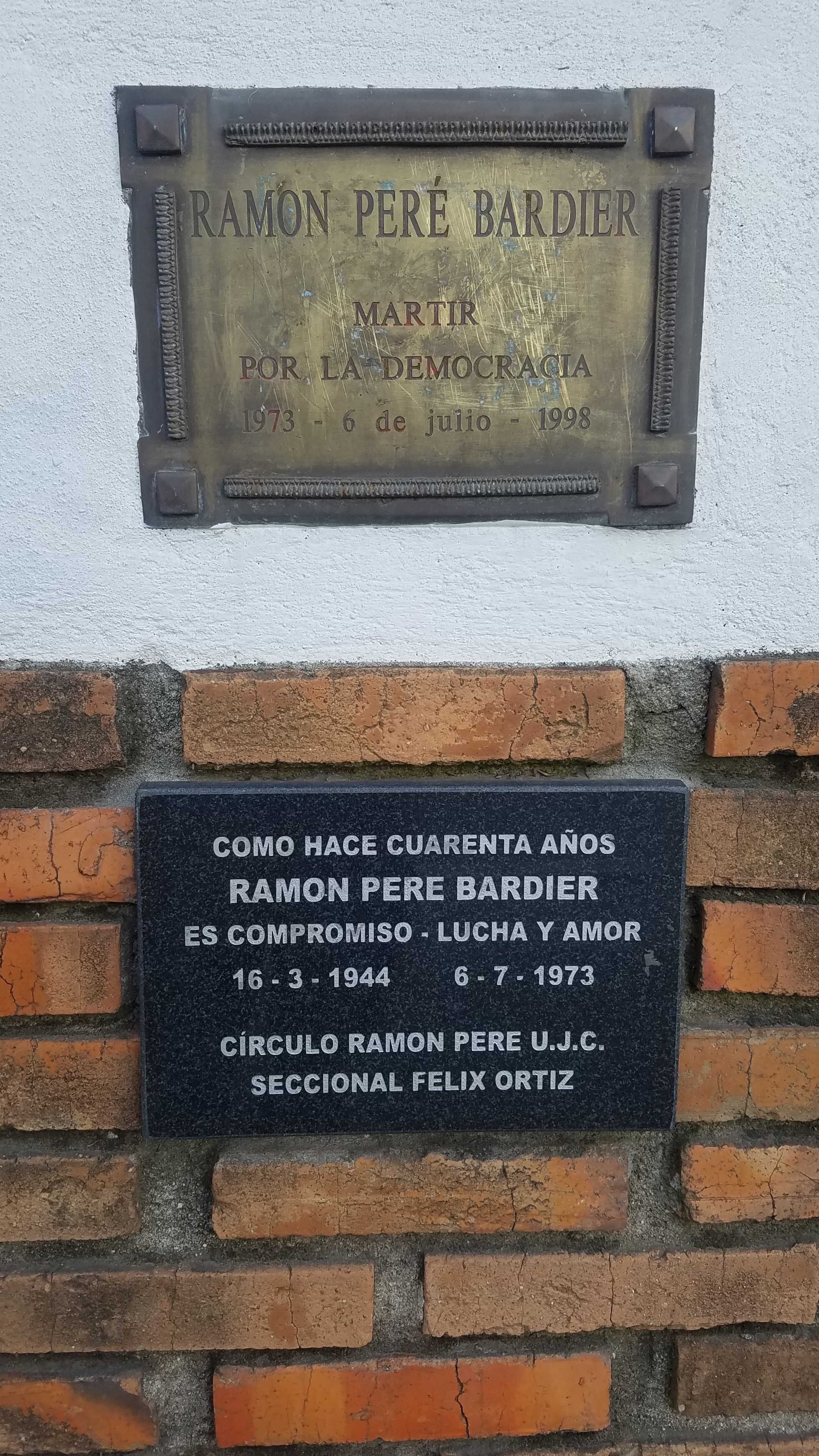
Placas en homenaje a Ramón Peré.

Ramón Peré es recordado con dos placas colocadas en una plazoleta cercana al lugar del asesinato, sobre la Avenida Rivera esquina Tiburcio Gómez. La primera placa en homenaje a Ramón fue colocada en el año 1998 junto con la realización de un acto organizado por el Dr. Carlos Defranco, acto homenaje que se repite todos los años a cargo del Círculo de la Unión de Juventud Comunista, en dicha plazoleta. En 2016 se colocó una segunda placa.